# Tensión mecánica

Vector tensión en una superficie
S con vector unitario normal. Dependiendo de la orientación del plano en cuestión, el vector tensión puede no ser necesariamente perpendicular a ese plano, es decir, paralelo a, y puede descomponerse en dos vectores: un componente normal al plano, llamado tensión normal, y otro componente paralelo al plano, denominado tensión cortante.

Componentes del tensor tensión en un punto P de un sólido deformable.

En física e ingeniería, se denomina tensión mecánica a la magnitud física que representa la fuerza por unidad de área en el entorno de un punto material sobre una superficie real o imaginaria de un medio continuo. Es decir posee unidades físicas de presión. La definición anterior se aplica tanto a fuerzas localizadas como fuerzas distribuidas, uniformemente o no, que actúan sobre una superficie. Con el objeto de explicar cómo se transmiten a través de los sólidos las fuerzas externas aplicadas, es necesario introducir el concepto de tensión, siendo este el concepto físico más relevante de la mecánica de los medios continuos, y de la teoría de la elasticidad en particular.
El estrés expresa la fuerzas interna que  partículas vecinas de un material continuo ejercen entre sí, mientras que "strain" es la medida de la deformación del material. Por ejemplo, cuando una barra vertical sólida soporta un peso elevado, cada partícula de la barra empuja a las partículas inmediatamente inferiores. Cuando un líquido está en un recipiente cerrado bajo presión, cada partícula es empujada contra todas las partículas circundantes.  Las paredes del recipiente y la superficie que induce la presión (como un pistón) empujan contra ellas en reacción (newtoniana). Estas fuerzas macroscópicas son en realidad el resultado neto de un gran número de fuerzas intermoleculares y colisiones entre las partículas de esas moléculas. La tensión se suele representar con la letra griega minúscula sigma (σ).
La deformación dentro de un material puede surgir por varios mecanismos, como la tensión aplicada por fuerzas externas al material (como la gravedad) o a su superficie (como fuerzas de contacto, presión externa o fricción).  Cualquier esfuerzo (deformación) de un material sólido genera una tensión elástica interna, análoga a la fuerza de reacción de un resorte, que tiende a restaurar el material a su estado original no deformado.  En los líquidos y gases, sólo las deformaciones que cambian el volumen generan tensiones elásticas persistentes. Si la deformación cambia gradualmente con el tiempo, incluso en los fluidos suele haber cierta tensión viscosa, que se opone a ese cambio.  Las tensiones elásticas y viscosas suelen combinarse bajo el nombre de tensión mecánica.

Esfuerzo mecánico

Puede existir una tensión significativa incluso cuando la deformación es insignificante o inexistente (una suposición común cuando se modela el flujo de agua). Puede existir tensión en ausencia de fuerzas externas; esta tensión incorporada es importante, por ejemplo, en el hormigón pretensado y el vidrio templado. La tensión también puede imponerse en un material sin la aplicación de las fuerzas netas, por ejemplo por cambios de temperatura o química, o por campo electromagnético externo (como en los materiales piezoeléctricos y magnetostrictivos).
La relación entre la tensión mecánica, la deformación y el tasa de cambio de deformación puede ser bastante complicada, aunque una aproximación lineal puede ser adecuada en la práctica si las cantidades son suficientemente pequeñas. Una tensión que supere ciertos límites de resistencia del material dará lugar a una deformación permanente (como flujo plástico, fractura, cavitación) o incluso cambiará su estructura cristalina y composición química.

## Historia
El ser humano conoce las tensiones en el interior de los materiales desde la antigüedad. Hasta el siglo XVII, este conocimiento era en gran medida intuitivo y empírico, aunque esto no impidió el desarrollo de tecnologías relativamente avanzadas como el arco compuesto y el soplado de vidrio.
A lo largo de varios milenios, los arquitectos y constructores en particular aprendieron a unir vigas de madera y bloques de piedra cuidadosamente moldeados para soportar, transmitir y distribuir la tensión de la manera más eficaz, con ingeniosos dispositivos como los  capiteles,  arcos, cúpulas, cerchas y los arbotantes de las catedrales góticas.
Los arquitectos antiguos y medievales desarrollaron algunos métodos geométricos y fórmulas sencillas para calcular el tamaño adecuado de pilares y vigas, pero la comprensión científica de los esfuerzos sólo fue posible tras la invención de las herramientas necesarias en los siglos XVII y XVIII: El riguroso método experimental de Galileo Galilei, las coordenadas y la geometría analítica de René Descartes, y las leyes del movimiento y el equilibrio y el cálculo de infinitesimales de Newton. Con esas herramientas, Augustin-Louis Cauchy fue capaz de dar el primer modelo matemático riguroso y general de un cuerpo elástico deformado introduciendo las nociones de tensión y deformación. Cauchy observó que la fuerza a través de una superficie imaginaria era una función lineal de su vector normal; y, además, que debía ser una función simétrica (con momento total nulo).
La comprensión de la tensión en los líquidos comenzó con Newton, quien proporcionó una fórmula diferencial para las fuerzas de fricción (tensión cortante) en flujo laminar paralelo.

## Definición
La tensión se define como la fuerza a través de una pequeña frontera por unidad de área de esa frontera, para todas las orientaciones de la frontera. Derivada de una cantidad física fundamental (fuerza) y de una cantidad puramente geométrica (área), la tensión es también una cantidad fundamental, como la velocidad, el  par o la energía, que puede cuantificarse y analizarse sin consideración explícita de la naturaleza del material o de sus causas físicas.

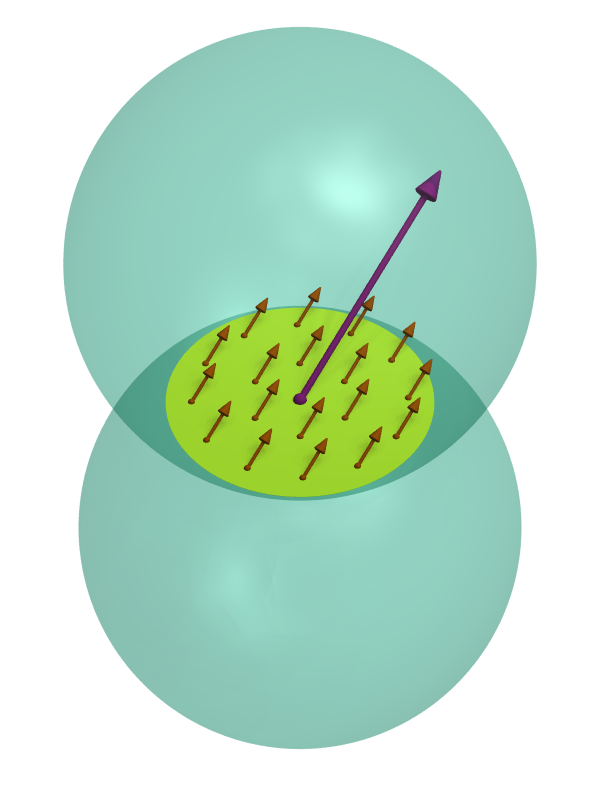
La tensión a través de un elemento superficial (disco amarillo) es la fuerza que el material de un lado (bola superior) ejerce sobre el material del otro lado (bola inferior), dividida por el área de la superficie

Siguiendo las premisas básicas de la mecánica del continuo, la tensión es un concepto macroscópico.  Es decir, las partículas consideradas en su definición y análisis deben ser lo suficientemente pequeñas como para ser tratadas como homogéneas en composición y estado, pero lo suficientemente grandes como para ignorar los efectos de la cuántica y los movimientos detallados de las moléculas.  Así, la fuerza entre dos partículas es en realidad el promedio de un gran número de fuerzas atómicas entre sus moléculas; y las cantidades físicas como la masa, la velocidad y las fuerzas que actúan a través de la masa de los cuerpos tridimensionales, como la gravedad, se supone que se distribuyen suavemente sobre ellos.: p.90-106  Dependiendo del contexto, también se puede suponer que las partículas son lo suficientemente grandes como para permitir el promediado de otras características microscópicas, como los granos de una barra de metal o las fibras de un trozo de madera.
Cuantitativamente, la tensión se expresa mediante el vector de tracción de Cauchy T definido como la fuerza de tracción F entre partes adyacentes del material a través de una superficie de separación imaginaria S, dividida por el área de S.: p.41-50  En un fluido en reposo la fuerza es perpendicular a la superficie, y es la conocida presión.  En un sólido, o en una flujo de líquido viscoso, la fuerza F puede no ser perpendicular a S; por lo tanto, la tensión a través de una superficie debe considerarse una cantidad vectorial, no escalar. Además, la dirección y la magnitud dependen generalmente de la orientación de S.  Así, el estado de tensión del material debe ser descrito por un tensor, llamado  tensor de tensiones; que es un función lineal que relaciona la vector normal n de una superficie S con el vector de tracción T a través de S.  Con respecto a cualquier coordenadas elegido, el tensor de tensiones de Cauchy puede representarse como una matriz simétrica de 3×3 números reales. Incluso dentro de un cuerpo homogéneo, el tensor de tensiones puede variar de un lugar a otro, y puede cambiar con el tiempo; por lo tanto, la tensión dentro de un material es, en general, un campo tensorial que varía con el tiempo.

## Introducción
Si se considera un cuerpo sometido a un sistema de fuerzas y momentos de fuerza, se puede observar la acción de las tensiones mecánicas si se imagina un corte mediante un plano imaginario π que divida el cuerpo en dos partes. Para que cada parte estuviera en equilibrio mecánico, sobre la superficie de corte de cada una de las partes debería restablecerse la interacción que ejercía la otra parte del cuerpo. Así, sobre cada elemento de la superficie (dS), debe actuar una fuerza elemental (dF), a partir de la cual se define un vector tensión (tπ) como el resultado de dividir dicha fuerza elemental entre la superficie del elemento.

{\displaystyle \mathbf {t} _{\pi }={\frac {d\mathbf {F} }{dA}}}

Este vector tensión depende del estado tensional interno del cuerpo, de las coordenadas del punto escogido y del vector unitario normal al plano π (nπ). Se puede probar que tπ y nπ están relacionados por una aplicación lineal T o campo tensorial llamado tensor tensión:

{\displaystyle \mathbf {t} _{\pi }=\mathbf {T} \left(\mathbf {n} _{\pi }\right)}

La tensión mecánica se expresa en unidades de presión, es decir, fuerza dividida entre área. En el Sistema Internacional, la unidad de la tensión mecánica es el pascal (1 Pa = 1 N/m²). No obstante, en ingeniería también es usual expresar otras unidades como kg/cm² o kg/mm², donde «kg» se refiere a kilopondio o kilogramo-fuerza, no a la unidad de masa kilogramo.

## Principio de Cauchy
Sea {\displaystyle B\,} un medio continuo deformado, entonces en cada subdominio {\displaystyle V\subset B\,} existe un campo vectorial {\displaystyle t\,}, llamado campo de tensiones, tal que las fuerzas de volumen {\displaystyle f\in \mathbb {R} ^{3}} y el campo de tensiones {\displaystyle t\in \mathbb {R} ^{3}} satisfacen las siguientes ecuaciones de equilibrio

{\displaystyle \int _{V}f(\mathbf {x} )dV+\int _{\partial V}t(\mathbf {x} ,n)dA=0}
{\displaystyle \int _{V}\mathbf {x} \times f(\mathbf {x} )dV+\int _{\partial V}\mathbf {x} \times t(\mathbf {x} ,n)dA=0}

Este principio fue enunciado por Augustin Louis Cauchy en su forma más general, aunque previamente Leonhard Euler había hecho una formulación menos general. De este principio puede demostrarse el teorema debido a Cauchy para el tensor tensión que postula que el principio de Cauchy equivale a la existencia de una aplicación lineal, llamada tensor tensión {\displaystyle T\in C^{1}(B,\mathbb {R} ^{3})} con las siguientes propiedades:

1. {\displaystyle t(\mathbf {x} ,n)=[T(\mathbf {x} )](n),}
2. {\displaystyle \operatorname {div} \,T(\mathbf {x} )+f(\mathbf {x} )=0,}
3. {\displaystyle T(\mathbf {x} )=T^{T}(\mathbf {x} )}

Con el principio, enunció también los dos postulados que definen la actuación de los vectores sobre una superficie

## Tensión normal y tensión tangencial
Si consideramos un punto concreto de un sólido deformable sometido a tensión y se escoge un corte mediante un plano imaginario π que lo divida al sólido en dos, queda definido un vector tensión tπ que depende del estado tensional interno del cuerpo, de las coordenadas del punto escogido y del vector unitario normal nπ al plano π definida mediante el tensor tensión:

{\displaystyle {\mathbf {t} _{\pi }}={T(\mathbf {n} _{\pi })}\,}

Usualmente ese vector puede descomponerse en dos componentes que físicamente producen efectos diferentes según el material sea más dúctil o más frágil. Esas dos componentes se llaman componentes intrínsecas del vector tensión respecto al plano π y se llaman tensión normal o perpendicular al plano y tensión tangencial o rasante al plano, estas componentes vienen dadas por:

{\displaystyle {\begin{cases}\sigma _{\pi }=\mathbf {t} _{\pi }\cdot \mathbf {n} _{\pi }\\\tau _{\pi }=\|\mathbf {t} _{\pi }\times \mathbf {n} _{\pi }\|\end{cases}}\Rightarrow \qquad \|\mathbf {t} _{\pi }\|^{2}=\sigma _{\pi }^{2}+\tau _{\pi }^{2}}

Análogamente cuando existen dos sólidos en contacto y se examinan las tensiones entre dos puntos de los dos sólidos, se puede hacer la descomposición anterior de la tensión de contacto según el plano tangente a las superficies de ambos sólidos, en ese caso la tensión normal tiene que ver con la presión perpendicular a la superficie y la tensión tangencial tiene que ver con las fuerzas de fricción entre ambos.

## Un caso particular: tensión uniaxial (problema unidimensional)
Un caso particular es el de tensión uniaxial, que se define en una situación en que se aplica fuerza F uniformemente distribuida sobre un área A. En ese caso la tensión mecánica uniaxial se representa por un escalar designado con la letra griega σ (sigma) y viene dada por:

{\displaystyle \sigma ={\frac {F}{A}}}

El concepto de esfuerzo longitudinal parte en dos observaciones simples sobre el comportamiento de cables sometidos a tensión:
1. Cuando un cable con elasticidad lineal se estira bajo la acción de una fuerza F, se observa que el alargamiento unitario ΔL/L es proporcional a la carga F dividida por el área de la sección transversal A del cable, esto es, al esfuerzo, de modo que podemos escribir

{\displaystyle \sigma =E{\frac {\Delta L}{L}}\,}

donde E es una característica del material del cable llamado módulo de Young.
2. El fallo resistente o ruptura del cable ocurre cuando la carga F superaba un cierto valor Frupt que depende del material del cable y del área de su sección transversal. De este modo queda definido el esfuerzo de ruptura

{\displaystyle \sigma _{\text{rupt}}={\frac {F_{\text{rupt}}}{A}}\,}

Estas observaciones ponen de manifiesto que la característica fundamental que afecta a la deformación y al fallo resistente de los materiales es la magnitud σ, llamada esfuerzo o tensión mecánica. Medidas más precisas ponen de manifiesto que la proporcionalidad entre el esfuerzo y el alargamiento no es exacta porque durante el estiramiento del cable la sección transversal del mismo experimenta un estrechamiento, por lo que A disminuye ligeramente. Sin embargo, si se define la tensión real σ = F/A'  donde A'  representa ahora el área verdadera bajo carga, entonces se observa una proporcionalidad correcta para valores pequeños de F.
El coeficiente de Poisson se introdujo para dar cuenta de la relación entre el área inicial A y el área deformada A' . La introducción del coeficiente de Poisson en los cálculos estimaba correctamente la tensión al tener en cuenta que la fuerza F se distribuía en un área algo más pequeña que la sección inicial, lo cual hace que σ > s.